# Reed Phase
Reed Phase, aussi appelée Saxophone Phase et Three Reeds, est une des premières œuvres du compositeur américain Steve Reich écrite en 1966, pour saxophone soprano et bande magnétique. C'est la première tentative du compositeur d'appliquer la technique de phasing à un instrument, et non plus à une bande magnétique. L'œuvre est considérée par Reich comme ratée, et est depuis mise à l'écart de ses listes d'œuvres importantes et est peu jouée.

## Historique
Reed Phase est composée en 1966 pour Jon Gibson, la partition est terminée en décembre 1966. La création a lieu dans la galerie d'art de Fairleigh Dickinson University le 5 janvier 1967 par Jon Gibson, sous le titre Saxophone Phase. L'œuvre sera aussi jouée à New York à la Park Place Gallery le 17 mars 1967.
Reed Phase est une œuvre de transition, une tentative  d'appliquer les découvertes sur le phasing faites avec It's Gonna Rain (1965) et Come Out (1966), à un instrument, et de rendre le processus de phasing « live », c'est-à-dire joué en direct par un instrumentiste, et non plus simplement retransmis par des magnétophones. L'œuvre est écrite à une période où Reich doute du potentiel de la musique de phase, étant conscient des limitations du phasing pour bandes magnétiques seules, et se sent prisonnier de la technique qu'il a inventé. Souhaitant revenir à une musique instrumentale, il cherche alors un moyen d'appliquer le phasing avec un instrumentiste.
Piano Phase (1967), Violin Phase (1967), et Reed Phase forment un triplet naturel, mais si les deux autres compositions sont devenues des œuvres importantes de Steve Reich, Reed Phase est reniée par le compositeur, la trouvant « répétitive et ennuyeuse », et n'est que peu interprétée.

## Structure musicale
Reed Phase est conçue pour saxophone soprano et deux saxophones pré-enregistrés sur bande magnétique (ultérieurement révisé pour tout instrument à anche avec deux instruments à anches pré-enregistrés, ou pour trois instruments à anches, dans ce cas le titre est Three Reeds). Elle est composée de trois sections. La première section est un cycle de déphasages entre le saxophone et la bande, basé sur une cellule de cinq notes sur cinq temps. Selon le principe du phasing, le saxophone enregistré sur la bande magnétique répète la cellule de base à tempo fixe, tandis que l'instrumentiste entame un cycle de déphasages. Ceci consiste pour le saxophoniste à répéter un certain nombre de fois la cellule de base, puis à accélérer le tempo jusqu'à augmenter le décalage avec la bande magnétique d'un temps, et de reprendre le tempo initial pendant un certain nombre de répétitions, ce qui produit alors un déphasage constant avec la bande. L'instrumentiste accélére ensuite de nouveau selon le même principe, augmentant encore le décalage. Ce processus se répète jusqu'à revenir au point initial, c'est-à-dire le retour à l'unisson (en phase) avec la bande magnétique, ce qui marque la fin du cycle de phase.
Dans la deuxième section, un saxophone supplémentaire est ajouté par la bande, décalé d'un temps du premier saxophone enregistré, tandis que l'instrumentiste exécute un cycle de déphasages. La troisième section est une répétition de la première.
Le motif de base étant continuellement répété par l'instrumentiste, et ceci sans interruption, Reed Phase exige l'utilisation de la respiration circulaire, pour permettre au saxophoniste de respirer tout en continuant à jouer. Le créateur de la pièce, Jon Gibson, remarque que c'est probablement la première composition qui requiert l'usage de la respiration circulaire tout au long de la pièce.
La tonalité de la pièce est en Ré, la cellule de base étant alors la succession des degrés I-V-IV-VII-V. Le matériel mélodique est donc limité à quatre notes, la dominante (la) étant répétée deux fois. Outre le matériel harmonique limité, Reich reconnait que le rythme à cinq temps de Reed Phase ne réussit pas à produire cette ambiguïté qui constitue l'intérêt du phasing. Le musicologue Keith Potter souligne que l'utilisation d'une métrique impaire, inhabituelle, bien qu'initialement prometteuse en effets subtils de décalages, ne produit pas l'effet escompté. Dans ses œuvres suivantes, Reich revient ensuite à des métriques paires (notamment le 12/8), et ceci dès Piano Phase (1967).

## Enregistrements
- In Good Company, par Jon Gibson, Point Music, 1992.
- Early American Minimalism: Walls of Sound II, par Ulrich Krieger, Orkhestra, 2007.